# Jakob Björnsson (Bååt)
Jakob Björnsson (Bååt), var en svensk ämbetsman.

## Biografi
Jakob Björnsson (Bååt) var son till riksrådet Björn Pedersson (Bååt) och Brita Nilsdotter (Grip). Han blev 1586 ståthållare på Kalmar slott.

### Egendom
Jakob Björnsson ägde gården Stävlö slott i Åby socken.

### Familj
Jakob Björnsson var gift med Catharina Stensdotter, dotter till Sten Bengtsson och Kerstin Anundsdotter (Ulfsax). De fick tillsammans barnen vice presidenten Jakob Snakenborg (död 1627) i Svea hovrätt och Kerstin Jakobsdotter. Efter Jakob Björnssons död gifte sig Catharina Stensdotter med ståthållaren Christoffer Andersson Stråle.